# Козаченко Антон Іванович (історик)
Антон Іванович Козаченко (нар. 2 (15) лютого 1900, Гадяч, Полтавська губернія, Російська імперія — 15 січня 1962, Москва, СРСР) — український історик, бібліограф, книгознавець.
Учень Дмитра Багалія.

## Життєпис
Народився у Гадячі.
Закінчив Полтавський інститут народної освіти (1924).
Викладав у школах, працював у місцевому архіві. Член Полтавського наукового при ВУАН товариства.
У 1925—1934 роках — аспірант, науковий співробітник, голова Бібліографічної комісії Науково-дослідного інституту історії української культури імені академіка Д.Багалія. Одночасно вчений секретар, голова Центрального бюро статистики друку (1925—1928), завідувач редакційно-бібліографічним відділом Української книжкової палати (1928—1930).
Від 1930 — доцент, вчений бібліограф Українського інституту марксизму-ленінізму, професор Харківського інституту народної освіти, від 1931 — професор Інституту червоної професури при ВУЦВК, науковий співробітник НДІ Т. Шевченка при ВУАН.
Від 1934 працював у Москві в Центральному музеї народів СРСР та НДІ національностей при ЦВК СРСР. У 1936—1939 роках — професор Всесоюзного комуністичного інституту журналістики імені «Правди» при ЦВК СРСР. Від 1939 — завідувач кафедрою історії СРСР, декан історичного факультету Московського обласного індустріально-педагогічного інституту, завідувач кафедрою історії СРСР Вищої школи профспілкового руху, старший науковий співробітник Інституту етнографії АН СРСР.
Автор понад 70 праць з історії України та Росії, книгознавства, бібліографії, джерелознавства, історіографії, краєзнавства.
Помер у Москві.